# Port lotniczy Natal-Augusto Severo
Port lotniczy Natal-Augusto Severo (IATA: NAT, ICAO: SBNT) – port lotniczy położony w Parnamirim, 18 km od Natal, w stanie Rio Grande do Norte, w Brazylii.

## Linie lotnicze i połączenia
- Air Italy (Mediolan-Malpensa) [sezonowo, od 22 lipca]
- Arkefly (Amsterdam) [sezonowo]
- Azul Linhas Aéreas Brasileiras (Campinas-Viracopos)
- EuroAtlantic Airways (Lizbona) [sezonowo, od 25 lipca]
- Gol Transportes Aéreos (Brasília, Campinas-Viracopos, Fortaleza, Recife, Rio de Janeiro-Galeão, Salvador da Bahia, São Paulo-Congonhas, São Paulo-Guarulhos)
- TAM Linhas Aéreas (Brasília, Kurytyba-Afonso Pena, Fortaleza, Recife, Rio de Janeiro-Galeão, Salvador da Bahia, São Paulo-Congonhas, São Paulo-Guarulhos)
- TAP Air Portugal (Lizbona)
- TRIP Linhas Aéreas (Aracaju, Fernando de Noronha, Recife, Salvador da Bahia)
- WebJet Linhas Aéreas (Belo Horizonte-Confins, Fortaleza, Rio de Janeiro-Galeão)